# Urządzenie elektryczne

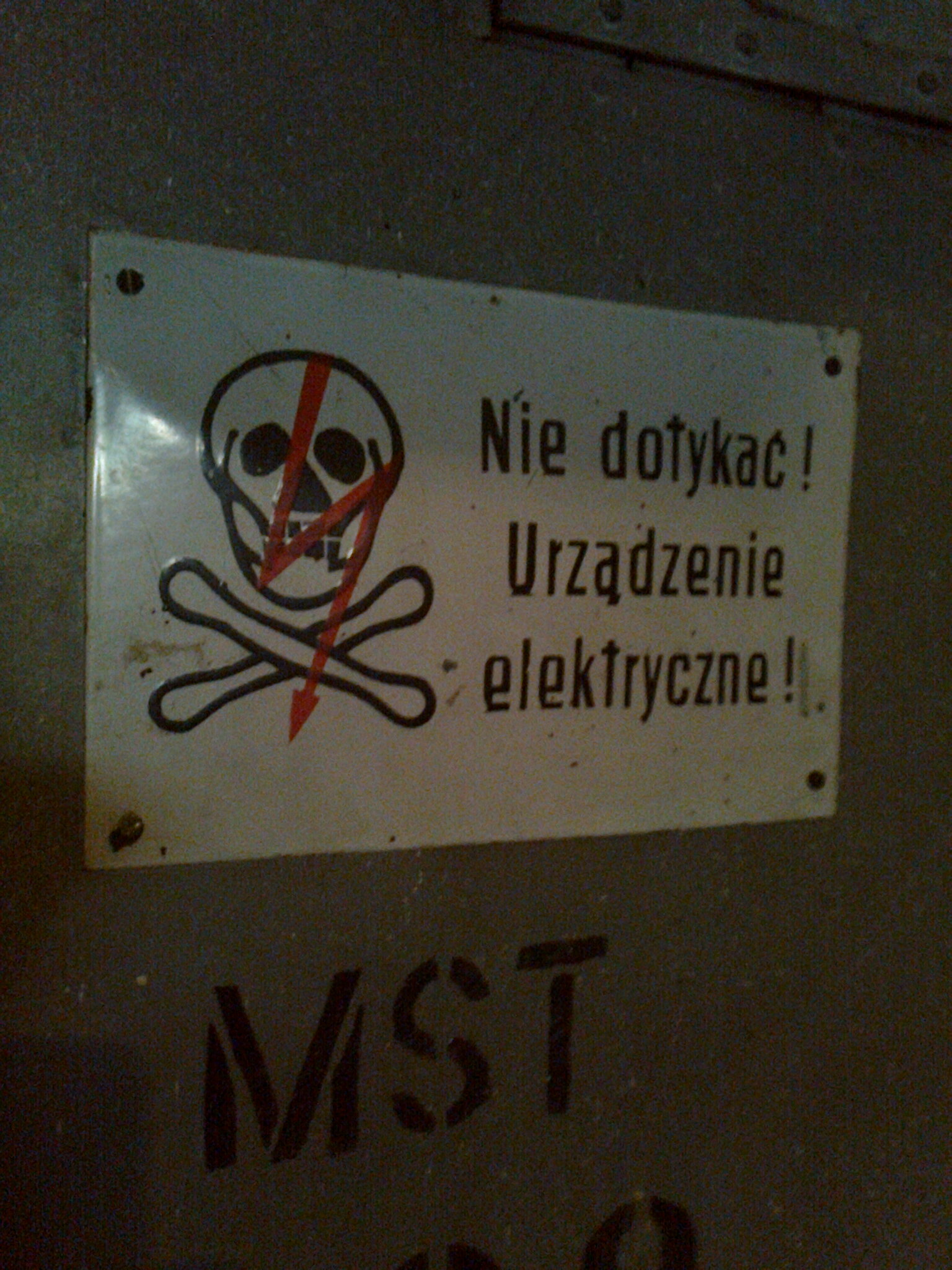
Niektóre urządzenia wymagają tablicy ostrzegawczej

Urządzenia elektryczne - są to wszystkie urządzenia i elementy instalacji elektrycznej przeznaczone do takich celów jak: wykształcanie, przekształcanie, przesyłanie, rozdział lub wykorzystywanie energii elektrycznej; są to np. maszyny elektryczne, transformatory, aparaty elektryczne, przyrządy pomiarowe, urządzenia zabezpieczające, oprzewodowanie, odbiorniki elektryczne.
Najprostsza definicja to są to urządzenia domowe lub przemysłowe korzystające z zasilania z sieci elektroenergetycznej.